# Operazione Shader
L'operazione Shader è un'operazione militare britannica durante l'intervento militare contro lo Stato Islamico dell'Iraq e della Siria, entrata in atto il 26 settembre 2014 a seguito di una richiesta formale di assistenza da parte del legittimo governo iracheno.